# جيمس سترونج
جيمس سترونج (بالإنجليزية: James Strong)‏ هو سياسي أمريكي، ولد في 1783 في الولايات المتحدة، وتوفي في 8 أغسطس 1847 في الولايات المتحدة. حزبياً، نشط في الحزب الفيدرالي الأمريكي. وقد انتخب عضو مجلس النواب الأمريكي.